# Anaxyrus quercicus
Anaxyrus quercicus és una espècie d'amfibi que viu als Estats Units.
Està amenaçada d'extinció per la pèrdua del seu hàbitat natural.